# Malwina Ratajczak
Malwina Ratajczak (ur. 5 kwietnia 1986 w Krapkowicach) – polska modelka, Miss Polonia 2005.

## Życiorys
Uczęszczała do Publicznego Gimnazjum nr 1 w Krapkowicach. Następnie kontynuowała naukę w Liceum Ogólnokształcącym im. J. Kilińskiego w Krapkowicach. Studentka politologii na Uniwersytecie Opolskim. Ma córkę Jagodę (ur. 2010).
W 2005 została Miss Polonia. Podczas gali finałowej zdobyła także tytuły: Miss Telewidzów, Miss Max Factor i Miss Alta Roma. Wygrała w konkursie Miss Baltic Sea 2006. Reprezentowała Polskę na Miss World 2005. Była twarzą kampanii reklamowej miesięcznika Avanti. W 2006 zagrała w serialu Święta wojna (obsada aktorska – Miss Polonia).